# Liga Adriática de Basquetebol de 2021-22
A Temporada 2020-21 da Liga Adriática de Basquetebol foi a 21ª temporada da competição regional masculina que une clubes da ex-Jugoslávia (Sérvia, Croácia, Bósnia e Herzegovina, Montenegro e Eslovénia. O torneio é organizado pela entidade privada ABA Liga Jtd.
A equipe do Partizan é historicamente o maior campeão com seis títulos (2007, 2008, 2009, 2010, 2011, 2013).

## Equipes participantes
A equipe do Studentski centar de Podgoritza foi promovido após vencer a segunda divisão da Liga ABA.
| Clube               | Localização | Arena                           | Capacidade | Treinador          |
| ------------------- | ----------- | ------------------------------- | ---------- | ------------------ |
| Borac Čačak         | Čačak       | Pavilhão Borac                  | 4 000      | Marko Marinović    |
| Budućnost VOLI      | Podgorica   | Centro Esportivo Morača         | 4 300      | Aleksandar Džikić  |
| Cedevita Olimpija   | Liubliana   | Arena Stožice                   | 12 480     | Jurica Golemac     |
| Cibona Zagreb       | Zagreb      | Dražen Petrović Basketball Hall | 5 400      | Vladimir Jovanović |
| Crvena Zvezda mts   | Belgrado    | Pavilhão Aleksandar Nikolić     | 5 878      | Dejan Radonjić     |
| FMP                 | Belgrado    | Železnik Hall                   | 3 000      | Nenad Stefanović   |
| Igokea              | Laktaši     | Pavilhão Laktaši                | 3 050      | Dragan Bajić       |
| Krka Novo Mesto     | Novo Mesto  | ŠD Leona Štuklja                | 2 500      | Dalibor Damjanović |
| Mega Mozzart        | Belgrado    | Pavilhão Ranko Žeravica         | 5 000      | Vladimir Jovanović |
| Mornar-Barsko zlato | Bar         | Pavilhão Topolica               | 2 625      | Mihailo Pavićević  |
| Partizan NIS        | Belgrado    | Pavilhão Aleksandar Nikolić     | 5 878      | Željko Obradović   |
| Split               | Split       | Arena Gripe                     | 3 500      |                    |
| SC Derby            | Podgorica   | Centro Esportivo Morača         | 4 300      | Andrej Žakelj      |
| Zadar               | Zadar       | Pavilhão Krešimir Ćosić         | 7 847      | Ivan Perinčić      |

## Temporada Regular
| Casa\Visitante      | BOR    | BUD   | CED    | CIB   | CRV   | FMP   | IGO   | KRK    | MEG   | MOR   | PAR   | STD    | SPL    | ZAD    |
| ------------------- | ------ | ----- | ------ | ----- | ----- | ----- | ----- | ------ | ----- | ----- | ----- | ------ | ------ | ------ |
| Borac Čačak         |        | 76-82 | 76-85  | 59-62 | 54-66 | 77-80 | 61-88 | 77-68  | 80-68 | 91-78 | 68-86 | 89-80  | 59-64  | 79-73  |
| Budućnost VOLI      | 97-73  |       | 93-91  | 90-65 | 76-80 | 82-72 | 81-68 | 110-64 | 86-69 | 85-69 | 72-80 | 78-70  | 75-66  | 84-69  |
| Cedevita Olimpija   | 83-80  | 79-84 |        | 80-84 | 82-83 | 89-92 | 80-70 | 88-56  | 92-81 | 79-59 | 81-79 | 88-78  | 86-60  | 73-74  |
| Cibona Zagreb       | 89-74  | 73-80 | 79-82  |       | 74-78 | 66-69 | 77-82 | 90-52  | 89-84 | 65-82 | 61-79 | 90-75  | 84-65  | 80-73  |
| Crvena zvezda mts   | 109-62 | 71-63 | 79-64  | 86-72 |       | 90-82 | 85-66 | 76-56  | 81-67 | 81-74 | 71-56 | 94-84  | 97-61  | 91-69  |
| FMP                 | 90-82  | 77-79 | 75-77  | 76-71 | 74-98 |       | 89-81 | 87-76  | 79-86 | 83-81 | 80-86 | 104-99 | 93-77  | 83-76  |
| Igokea              | 91-89  | 79-82 | 83-101 | 82-72 | 75-68 | 73-61 |       | 108-81 | 79-63 | 70-57 | 68-70 | 83-67  | 85-67  | 79-67  |
| Krka Novo Mesto     | 90-97  | 72-84 | 83-90  | 52-87 | 70-71 | 60-93 | 59-72 |        | 62-79 | 89-80 | 63-79 | 87-70  | 87-84  | 80-66  |
| Mega Mozzart        | 85-91  | 87-81 | 104-75 | 93-89 | 69-76 | 82-89 | 71-81 | 73-72  |       | 70-83 | 68-97 | 101-68 | 78-65  | 70-72  |
| Mornar-Barsko zlato | 85-90  | 62-73 | 79-101 | 77-87 | 69-77 | 82-78 | 82-76 | 74-65  | 79-75 |       | 64-66 | 82-88  | 81-65  | 86-84  |
| Partizan NIS        | 75-68  | 75-66 | 89-96  | 98-77 | 98-84 | 74-69 | 83-70 | 92-45  | 90-93 | 95-83 |       | 79-57  | 109-49 | 103-72 |
| SC Derby            | 88-74  | 89-84 | 80-88  | 93-87 | 67-99 | 85-76 | 93-90 | 86-76  | 83-62 | 76-95 | 83-93 |        | 77-70  | 94-78  |
| Split               | 66-80  | 61-72 | 79-83  | 77-76 | 62-66 | 85-90 | 89-77 | 87-77  | 81-80 | 76-67 | 59-69 | 94-101 |        | 80-92  |
| Zadar               | 70-56  | 65-63 | 77-92  | 67-68 | 73-83 | 83-80 | 64-77 | 78-71  | 81-85 | 71-76 | 73-78 | 71-76  | 61-59  |        |

## Tabela de Classificação
| Pos. | Clube               | J  | V  | D  | P+ : P- (dif) | SP   | P  | Classificação |
| ---- | ------------------- | -- | -- | -- | ------------- | ---- | -- | ------------- |
| 1    | Crvena zvezda mts   | 26 | 24 | 2  | 2140:1819     | 321  | 50 | Playoffs      |
| 2    | Partizan NIS        | 26 | 22 | 4  | 2178:1840     | 338  | 48 | Playoffs      |
| 3    | Budućnost VOLI      | 26 | 19 | 7  | 2102:1902     | 200  | 45 | Playoffs      |
| 4    | Cedevita Olimpija   | 26 | 18 | 8  | 2205:2056     | 149  | 44 | Playoffs      |
| 5    | Igokea m:tel        | 26 | 15 | 11 | 2053:1959     | 94   | 41 | Playoffs      |
| 6    | FMP Meridian        | 26 | 14 | 12 | 2121:2097     | 24   | 40 | Playoffs      |
| 7    | SC Derby            | 26 | 12 | 14 | 2107:2212     | -105 | 38 |               |
| 8    | Cibona Zagreb       | 26 | 11 | 15 | 2014:2005     | 9    | 37 |               |
| 9    | Mornar-Barsko zlato | 26 | 10 | 16 | 1986:2056     | -70  | 36 |               |
| 10   | Mega Mozzart        | 26 | 10 | 16 | 2043:2101     | -58  | 36 |               |
| 11   | Borac Čačak         | 26 | 9  | 17 | 1962:2098     | -136 | 35 | Repescagem    |
| 12   | Zadar               | 26 | 8  | 18 | 1899:2046     | -147 | 34 |               |
| 13   | Split               | 26 | 6  | 20 | 1848:2102     | -254 | 32 |               |
| 14   | Krka Novo Mesto     | 26 | 4  | 22 | 1813:2178     | -365 | 30 | Rebaixado     |

## Repescagem
| Time 1      | Série | Time 2   | 1º Jogo | 2º Jogo | 3º Jogo |
| ----------- | ----- | -------- | ------- | ------- | ------- |
| Borac Čačak | 2 - 0 | Zlatibor | 85 - 80 | 87 - 66 | -       |

## Playoffs

### Playoff preliminar
| Time 1            | Série | Time 2       | 1º Jogo | 2º Jogo | 3º Jogo |
| ----------------- | ----- | ------------ | ------- | ------- | ------- |
| Cedevita Olimpija | 2 - 0 | Igokea m:tel | 93 - 79 | 74 - 69 | -       |
| Budućnost VOLI    | 2 - 0 | FMP Meridian | 76 - 70 | 79 - 74 | -       |

### Semifinais
| Time 1            | Série | Time 2            | 1º Jogo | 2º Jogo | 3º Jogo  |
| ----------------- | ----- | ----------------- | ------- | ------- | -------- |
| Crvena zvezda mts | 2 - 1 | Cedevita Olimpija | 93 - 82 | 80 - 88 | 88 - 78  |
| Partizan NIS      | 2 - 1 | Budućnost VOLI    | 82 - 66 | 71 - 72 | 101 - 77 |

### Finais
| Time 1            | Série | Time 2       | 1º Jogo | 2º Jogo | 3º Jogo | 4º Jogo  | 5º Jogo |
| ----------------- | ----- | ------------ | ------- | ------- | ------- | -------- | ------- |
| Crvena zvezda mts | 3 - 2 | Partizan NIS | 90 - 76 | 85 - 81 | 67 - 70 | 84 - 112 | 80 - 77 |

## Campeões
| ABA Liga 2021-22 Campeões   |
| --------------------------- |
| Crvena zvezda mts 6º Título |

## Clubes da Liga Adriática em competições europeias
| Clube             | Competição        | Resultado                                                          |
| ----------------- | ----------------- | ------------------------------------------------------------------ |
| Crvena zvezda mts | EuroLiga          | Eliminado - Temporada Regular como 11º colocado com 12v e 16d      |
| Cedevita Olimpija | EuroCopa          | Eliminado - Quartas de Finais para Bursaspor por 83 - 85           |
| Budućnost VOLI    | EuroCopa          | Eliminado - Oitavas de Finais para / MoraBanc Andorra por 77 - 79  |
| Partizan nis      | EuroCopa          | Eliminado - Oitavas de Finais para Bursaspor por 95 - 103          |
| Split             | Liga dos Campeões | Eliminado - Fase Classificatória para Fribourg Olympic por 67 - 76 |
| Mornar Bar        | Liga dos Campeões | Eliminado - Fase Classificatória para Kalev/Cramo por 89 - 104     |